# Rubanostreptus gonospinosus
Rubanostreptus gonospinosus är en mångfotingart som först beskrevs av Carl Graf Attems 1910.  Rubanostreptus gonospinosus ingår i släktet Rubanostreptus och familjen Spirostreptidae. Inga underarter finns listade i Catalogue of Life.